# Championnat du monde de badminton par équipes féminines 2010
Navigation
Jakarta 2008 Wuhan 2012
La 23e édition du championnat du monde de badminton par équipes féminines, appelé également Uber  Cup, a eu lieu du 9 au 16 mai 2010 à Kuala Lumpur en Malaisie.
La Corée du Sud remporte son 1er titre en battant en finale la Chine, 11 fois vainqueur de l'épreuve et des 6 éditions précédentes.

## Format de la compétition
60 nations participent à l'Uber Cup. À l'issue d'une phase de qualifications continentales, 10 équipes accèdent à la phase finale où elles sont rejointes par le tenant du titre et le pays organisateur qui sont qualifiés d'office.
Ces 12 nations sont placées dans 4 poules de 3 équipes, en fonction du classement mondial des joueurs qui les composent. Les 3 équipes s'affrontent sur 3 jours et les 2 premiers de chaque poule sont qualifiés pour les quarts de finale, stade à partir duquel les matches deviennent à élimination directe.
Chaque rencontre se joue en 5 matches : 3 simples et 2 doubles qui peuvent être joués dans n'importe quel ordre (accord entre les équipes).

## Qualifications
| Confédération          | Afrique                                                                      | Amériques                                                                                  | Asie | Europe | Océanie                                             |
| ---------------------- | ---------------------------------------------------------------------------- | ------------------------------------------------------------------------------------------ | --- | --- | --------------------------------------------------- |
| Date                   | 20 au 23 février                                                             | 18 au 21 février                                                                           | 22 au 28 février | 16 au 21 février | 19 et 20 février                                    |
| Lieu                   | Kampala                                                                      | Lima                                                                                       | Nakhon Ratchasima | Varsovie | Invercargill                                        |
| Nombre de participants | 9                                                                            | 9                                                                                          | 13 | 25 | 4                                                   |
| Pays participants      | Afrique du Sud Burundi Égypte Nigeria Ghana Kenya Maurice Seychelles Ouganda | Brésil Canada Colombie États-Unis Jamaïque Mexique Pérou Porto Rico République dominicaine | Cambodge Corée du Sud Hong Kong Inde Indonésie Japon Laos Philippines Singapour Sri Lanka Thaïlande Taipei chinois Viêt Nam | Allemagne Angleterre Belgique Biélorussie Bulgarie Croatie Danemark Écosse Espagne Estonie Finlande France Grèce Hongrie Islande Lettonie Pays-Bas Pays de Galles Pologne Portugal Tchéquie Russie Slovaquie Suède Ukraine | Australie Fidji Nouvelle-Calédonie Nouvelle-Zélande |
| Qualifié(s)            | Afrique du Sud                                                               | États-Unis                                                                                 | Corée du Sud Inde Indonésie Japon                                                                                           | Allemagne Danemark Russie | Australie                                           |

## Tournoi final

### Localisation de la compétition
Les épreuves se sont déroulées au Putra Indoor Stadium à Kuala Lumpur en Malaisie.

### Participants
Les pays sont qualifiés à l'issue de compétitions continentales. Le tenant du titre et le pays hôte sont qualifiés d'office.
| Confédération   | Qualifié(s)                       |
| --------------- | --------------------------------- |
| Asie            | Corée du Sud Inde Indonésie Japon |
| Afrique         | Afrique du Sud                    |
| Europe          | Allemagne Danemark Russie         |
| Océanie         | Nouvelle-Zélande                  |
| Amérique        | États-Unis                        |
| Tenant du titre | Chine                             |
| Pays hôte       | Malaisie                          |

### Phase préliminaire
3 matches joués dans chaque poule respectivement les 9, 10 et 11 mai.
| Qualifié pour les quarts de finale |

### Phase finale

#### Tableau final
|  | Quarts de finale | Quarts de finale | Quarts de finale | Quarts de finale |              |              | Demi-finales | Demi-finales | Demi-finales | Demi-finales |  |  | Finale | Finale | Finale | Finale |
|  |                  |                  |                  |                  |              |              |              |              |              |              |  |  |        |        |        |        |
|  | 12 mai           | 12 mai           | 12 mai           | 12 mai           |              |              | 14 mai       | 14 mai       | 14 mai       | 14 mai       |  |  | 16 mai | 16 mai | 16 mai | 16 mai |
|  | 12 mai           | 12 mai           | 12 mai           | 12 mai           |              |              | 14 mai       | 14 mai       | 14 mai       | 14 mai       |  |  | 16 mai | 16 mai | 16 mai | 16 mai |
|  | Chine            | Chine            | 3                | 3                |              |              | 14 mai       | 14 mai       | 14 mai       | 14 mai       |  |  | 16 mai | 16 mai | 16 mai | 16 mai |
|  | Chine            | Chine            | 3                | 3                |              |              | 14 mai       | 14 mai       | 14 mai       | 14 mai       |  |  | 16 mai | 16 mai | 16 mai | 16 mai |
|  | Inde             | Inde             | 0                | 0                |              |              | 14 mai       | 14 mai       | 14 mai       | 14 mai       |  |  | 16 mai | 16 mai | 16 mai | 16 mai |
|  | Inde             | Inde             | 0                | 0                | Chine        | Chine        | 3            | 3            |              |              |  |  | 16 mai | 16 mai | 16 mai | 16 mai |
|  | 12 mai           |                  |                  |                  | Chine        | Chine        | 3            | 3            |              |              |  |  | 16 mai | 16 mai | 16 mai | 16 mai |
|  |                  |                  | Indonésie        | Indonésie        | 0            | 0            |              |              |              |              |  |  | 16 mai | 16 mai | 16 mai | 16 mai |
|  | Indonésie        | Indonésie        | Indonésie        | Indonésie        | 0            | 0            | 3            | 3            |              |              |  |  | 16 mai | 16 mai | 16 mai | 16 mai |
|  | Indonésie        | Indonésie        | 14 mai           |                  |              |              | 3            | 3            |              |              |  |  | 16 mai | 16 mai | 16 mai | 16 mai |
|  | Malaisie         | Malaisie         | 0                | 0                |              |              |              |              |              |              |  |  | 16 mai | 16 mai | 16 mai | 16 mai |
|  | Malaisie         | Malaisie         | 0                | 0                | Chine        | Chine        | 1            | 1            |              |              |  |  |        |        |        |        |
|  | 12 mai           |                  |                  |                  | Chine        | Chine        | 1            | 1            |              |              |  |  |        |        |        |        |
|  |                  |                  | Corée du Sud     | Corée du Sud     | 3            | 3            |              |              |              |              |  |  |        |        |        |        |
|  | Corée du Sud     | Corée du Sud     | Corée du Sud     | Corée du Sud     | 3            | 3            | 3            | 3            |              |              |  |  |        |        |        |        |
|  | Corée du Sud     | Corée du Sud     |                  |                  |              |              |              |              |              |              |  |  |        |        |        |        |
|  | Russie           | Russie           | 1                | 1                |              |              |              |              |              |              |  |  |        |        |        |        |
|  | Russie           | Russie           | 1                | 1                | Corée du Sud | Corée du Sud | 3            | 3            |              |              |  |  |        |        |        |        |
|  | 12 mai           |                  |                  |                  | Corée du Sud | Corée du Sud | 3            | 3            |              |              |  |  |        |        |        |        |
|  |                  |                  | Japon            | Japon            | 1            | 1            |              |              |              |              |  |  |        |        |        |        |
|  | Japon            | Japon            | Japon            | Japon            | 1            | 1            | 3            | 3            |              |              |  |  |        |        |        |        |
|  | Japon            | Japon            |                  |                  |              |              |              | 3            |              |              |  |  |        |        |        |        |
|  | Danemark         | Danemark         | 1                | 1                |              |              |              |              |              |              |  |  |        |        |        |        |
|  | Danemark         | Danemark         | 1                | 1                |              |              |              |              |              |              |  |  |        |        |        |        |
|  |                  |                  |                  |                  |              |              |              |              |              |              |  |  |        |        |        |        |